# ZSK (Band)

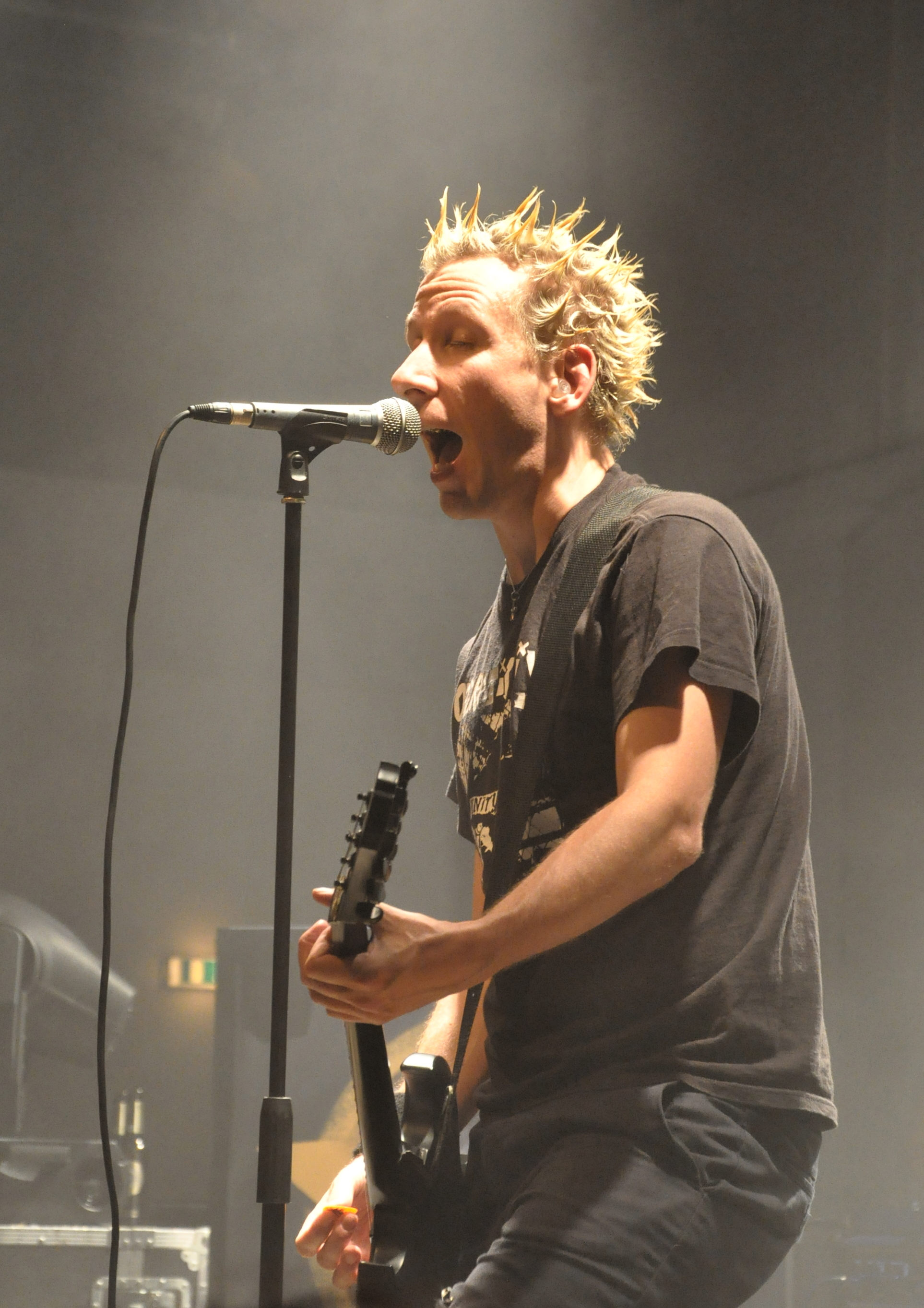
Sänger Joshi

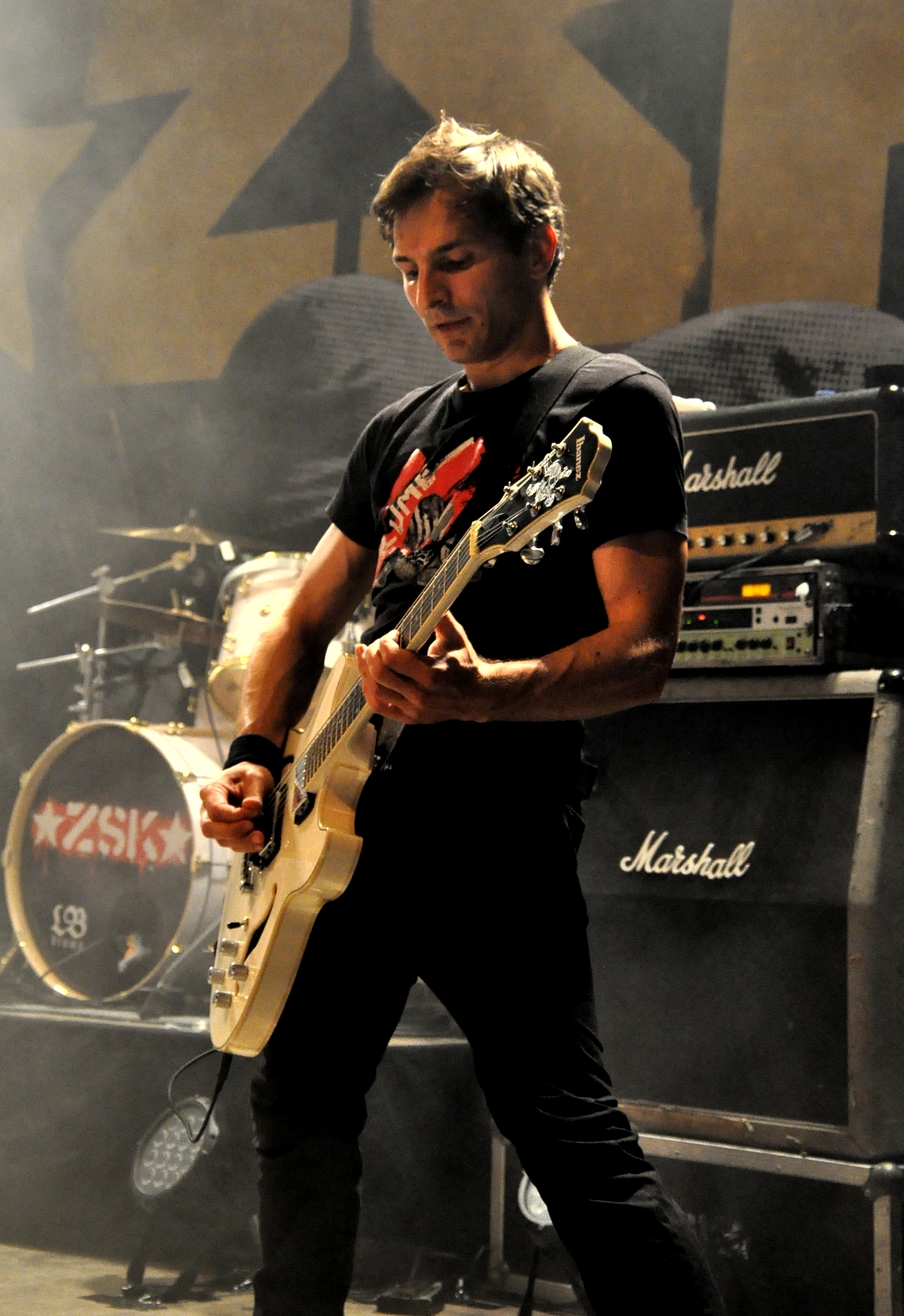
Gitarrist Benni

ZSK ist eine Skatepunk-Band aus Berlin. Gegründet wurde die Band im Jahr 1997 in Göttingen, zwischen 2007 und 2011 waren die Mitglieder getrennt.

## Geschichte
ZSK wurde 1997 in Göttingen gegründet und spielten kurz darauf erste Konzerte in linken Jugendzentren, besetzten Häusern und auf diversen Skateboard-Events. Ihr erstes Demotape Keep Skateboarding Punkrock folgte. Der Name der Band spielt auf das umstrittene „Zivile Streifenkommando“ (ZSK) der Göttinger Polizei an.
2000 veröffentlichten ZSK die erste CD in Gemeinschaftsproduktion mit der Band Blowing Fuse. Daraufhin bekamen sie Angebote bei größeren Bands wie Terrorgruppe als Vorband zu spielen. Zwei Jahre später – die Band war inzwischen nach Berlin umgezogen – brachten sie ihr erstes eigenes Album Riot Radio heraus. Danach schied der zweite Gitarrist Niki aus, an seine Stelle trat Beni. Es folgten Auftritte im Vorprogramm für die Skatepunk-Band Venerea, Anti-Flag, die Donots und für The (International) Noise Conspiracy. Im Herbst 2004 wurde ein weiteres Album namens From Protest to Resistance veröffentlicht. In der folgenden Zeit spielten ZSK unter anderem als Vorgruppe von The Distillers, Dead Kennedys, Good Riddance und Social Distortion. Sie spielte rund 300 Konzerte in neun verschiedenen Ländern. Im Jahr 2005 engagierten Die Toten Hosen ZSK für das Vorprogramm einiger ihrer Konzerte. Danach spielte ZSK im Vorprogramm von Bad Religion auf deren Sommer-Tournee durch Deutschland.
2006 erschien das dritte Album Discontent Hearts And Gasoline, und ZSK tourten mit Taking Back Sunday und der Bloodhound Gang. Im Februar 2007 erschien die erste Live-DVD von ZSK mit dem Titel: Wenn so viele schweigen, müssen wir noch lauter schreien. Diese beinhaltet eine DVD mit neun Live-Songs, als Vorband der „Hosen“; zusätzlich eine 90-minütige Autobiografie, alle veröffentlichten Musik-Videos, sowie einer CD mit sechs bisher unveröffentlichten und neun Live-Songs (ebenfalls vom Vorprogramm bei den Hosen).
Am 24. März 2007 löste sich die Band nach dem Abschiedskonzert im Hamburger Club „Übel und Gefährlich“ auf. In einer letzten E-Mail bedankten sie sich bei allen Fans, die sie zehn Jahre lang unterstützt hatten, und kündigten an, sich noch mehr dem Erreichen ihrer politischen Ziele zu widmen: „Wir werden also auf jeden Fall noch von Zeit zu Zeit von uns hören lassen. Es war bestimmt nicht das letzte Mal, dass wir uns gesehen haben. Versprochen!“, hieß es im Abschiedsbrief.
Seit 2011 stehen die Musiker von ZSK mit dem neuen Schlagzeuger Matthias wieder auf der Bühne. Es folgten die Alben Herz für die Sache (2013), Hallo Hoffnung (2018) und Ende der Welt (2021).
Ihre Tour 2019 führte sie unter anderem nach Russland, wo sie zusammen mit der russischen Punkband Tarakany! und ihrem Frontmann Dmitry Spirin auftraten, die sich inzwischen wegen der Situation im Zusammenhang mit dem Ukrainekrieg aufgelöst haben.
Am 10. Juli 2020 veröffentlichte die Band auf Youtube den Song Ich habe besseres zu tun als Hommage an den Virologen Christian Drosten, der während der Corona-Pandemie als Experte öffentlich in Erscheinung getreten war. Die Band griff damit insbesondere die Auseinandersetzungen zwischen Drosten und dem damaligen Bild Chefredakteur Julian Reichelt auf (siehe auch Christian Drosten#Öffentliche Kritik und Anfeindungen).
Im Februar 2023 veröffentlichten ZSK mit dem Album HassLiebe zwei Jahre nach Ende der Welt ihr siebtes Studioalbum.

## Projekte

Logo der Initiative „Kein Bock auf Nazis“

2005 startete die Band, in Zusammenarbeit mit u. a. Die Toten Hosen, Die Ärzte, Donots, Madsen, Muff Potter, Beatsteaks, Julia Hummer und Culcha Candela, ein Projekt namens „Kein Bock auf Nazis“. Dazu erschien eine kostenlose DVD mit Aufklärungs- und Infomaterial über rechte Strukturen in Deutschland. In Interviews werden antifaschistische Jugend-Projekte vorgestellt und die Bands setzen ein klares Zeichen gegen Rechts. Die DVD wurde in einer Auflage von 60.000 Stück produziert. Unterstützt wird das Projekt vom Antifaschistischen Pressearchiv und Bildungszentrum Berlin (apabiz), der Rosa-Luxemburg-Stiftung und der „Arbeitsstelle Rechtsextremismus und Gewalt Braunschweig“.
2007 erschien Kein Bock Auf Nazis Reloaded. Neu auf der DVD sind Fettes Brot, Wir sind Helden und MTV-Moderator Markus Kavka. Außerdem gibt es eine neue TV-Dokumentation vom Rundfunk Berlin Brandenburg (rbb) über Neonazis.

## Texte
Ziel der Kritik, die ZSK in ihren Texten wiederkehrend äußern, sind die Themen Fremdenfeindlichkeit in allen möglichen Formen, Polizeigewalt, gesellschaftliche Ungerechtigkeiten, unbedachte Konsumhaltung, rigide Abschiebepolitik, ungenügend legitimierte Hierarchien und Globalisierung. Dabei wird meist zur positiven Veränderung und zum Engagement aufgerufen. Außerdem propagiert ZSK mit ihrer Musik Vegetarismus und Veganismus und sympathisiert mit der Tierrechtsorganisation PeTA und der Animal Liberation Front. Auf dem Debüt-Album befinden sich einige Videos über den G8-Gipfel in Genua sowie ein PETA-Video. Dem zweiten Album liegt zu diesem Zweck eine separate CD-ROM bei. Mit ihrem Song 24. August 1992 nahm die Band kritisch Stellung zu den Ausschreitungen in Rostock-Lichtenhagen.
ZSK singen hauptsächlich auf Deutsch, einzelne Stücke werden auf Englisch verfasst.
ZSK coverten das Lied Wir müssen hier raus der Gruppe Ton Steine Scherben von der LP Keine Macht für Niemand.

## Diskografie
Studioalben

| Jahr | Titel Musiklabel                                | Höchstplatzierung, Gesamtwochen, AuszeichnungChartsChartplatzierungen (Jahr, Titel, Musiklabel, Platzierungen, Wochen, Auszeichnungen, Anmerkungen) | Anmerkungen                            |
| Jahr | Titel Musiklabel                                | DE | Anmerkungen                            |
| ---- | ----------------------------------------------- | --- | -------------------------------------- |
| 2000 | Riot Radio Wolverine Records                    | — |                                        |
| 2004 | From Protest to Resistance Bitzcore Records     | — | Erstveröffentlichung: 11. März 2004    |
| 2005 | We Are the Kids Bitzcore Records                | — |                                        |
| 2006 | Discontent Hearts and Gasoline Bitzcore Records | — | Erstveröffentlichung: 11. März 2006    |
| 2013 | Herz für die Sache People Like You Records      | DE29 (2 Wo.)DE | Erstveröffentlichung: 10. Mai 2013     |
| 2018 | Hallo Hoffnung People Like You Records          | DE16 (1 Wo.)DE | Erstveröffentlichung: 27. Juli 2018    |
| 2021 | Ende der Welt Century Media                     | DE3 (2 Wo.)DE | Erstveröffentlichung: 15. Januar 2021  |
| 2023 | HassLiebe Drakkar Entertainment                 | DE4 (1 Wo.)DE | Erstveröffentlichung: 10. Februar 2023 |